# Mechelen-aan-de-Maas
Pour les articles homonymes, voir Mechelen et Maas.
Malines-sur-Meuse (Mechelen-aan-de-Maas) est une section de la commune belge de Maasmechelen située en Région flamande dans la province de Limbourg. C'était une commune à part entière avant la fusion des communes de 1971.

## Démographie

### Évolution démographique
- Sources : INS, Rem. : 1831 jusqu'en 1961 = recensements[2].